# Alphonso Lingis
Alphonso Lingis (Crete (Illinois), 23 november 1933 – 8 mei 2025) was een Amerikaans filosoof, schrijver en vertaler. Hij was hoogleraar filosofie aan de Pennsylvania State University. Zijn werkgebied omvatte onder meer de fenomenologie, het existentialisme, de moderne filosofie en de ethiek.
Lingis overleed op 8 mei 2025 op 91-jarige leeftijd.
- Bibsys: 90570401
- Bibliothèque nationale de France: cb12059310s (data)
- Catàleg d'autoritats de noms i títols de Catalunya: 981058516184406706
- CiNii: DA01321633
- Gemeinsame Normdatei: 139147497
- International Standard Name Identifier: 0000 0001 2147 1790
- Library of Congress Control Number: n83148006
- Nationale Bibliotheek van Letland: 000211136
- Bibliotheek van het Japanse parlement: 00970410
- Nationale Bibliotheek van Israël: 987007457776405171
- Nationale en Universitaire bibliotheek Zagreb: 000376001
- Nederlandse Thesaurus van Auteursnamen: 072311983
- Système universitaire de documentation: 028840933
- Virtual International Authority File: 108914103
- WorldCat: E39PBJfxbKWhBdWBPCBJhvkkXd